# مسجد هاشمی کرمانشاه
این مسجد در ورودی بازار چال حسن خان به یک عبارت و به عبارت دیگر در خروجی بازار چال حسن خان منتهی به خیابان سید جمال الدین اسدآبادی بالاتر از چهارراه دروازه شرقی قرار دارد.
تاریخ احداث این بنای مذهبی شهر کرمانشاه به سال ۱۳۱۴ هجری خورشیدی بر می‌گردد. 
بنیانگذار مسجد هاشمی کرمانشاه سید حسن هاشمی بوده‌است.
مسجد هاشمی ورودی به مسجد امیرالمؤمنین علی و حسینیه جدیدالاحداث اباعبدالله الحسین و بقعه سید صالح حیران علیشاه و قبر آیت اله آخوند ملاعبدالجلیل کرکوکی زنگنه و فضای سبز کناره آن یا قبرستان متروک پیشین اهالی شهر کرمانشاه قرار گرفته‌است.
این مسجد توسط حاج علی  آقا خسروی رونق گرفته از نامیان مشاهیر و بازاریان بنکدار میدان وزیری کرمانشاه 